# رودلف كاتس
رودلف كاتس (بالألمانية: Rudolf Katz)‏ (و. 1895 – 1961 م) هو قاضي، وصحفي، وسياسي، ومحامي ألماني، كان عضوًا في الحزب الديمقراطي الاجتماعي الألماني، شارك في Parlamentarischer Rat ‏، توفي في بادن بادن، عن عمر يناهز 66 عاماً.

## مناصب
تولى منصب قاضي لدى المحكمة الدستورية الألمانية (7 سبتمبر 1951–23 يوليو 1961)
- عضو مجلس الشورى الموحد شليزفيغ-هولشتاين

.

## روابط خارجية
- رودلف كاتس على موقع مونزينجر (الألمانية)